# Mímir
Na mitologia nórdica, Mímir é o mais sábio dos deuses nórdicos. Mímir possui um poço chamado "Mímisbrunnr" localizado na segunda raiz da árvore Yggdrasil. E segundo as lendas, aqueles que beberem deste poço obterão mais sabedoria.
É um dos deuses gigantes antigos. Ele era conhecido como o líder dos deuses daquela época, que segundo alguns livros foi responsável por algumas mortes de pessoas injustas e que tiravam vida e outras.

## Atestados

### Edda Poética

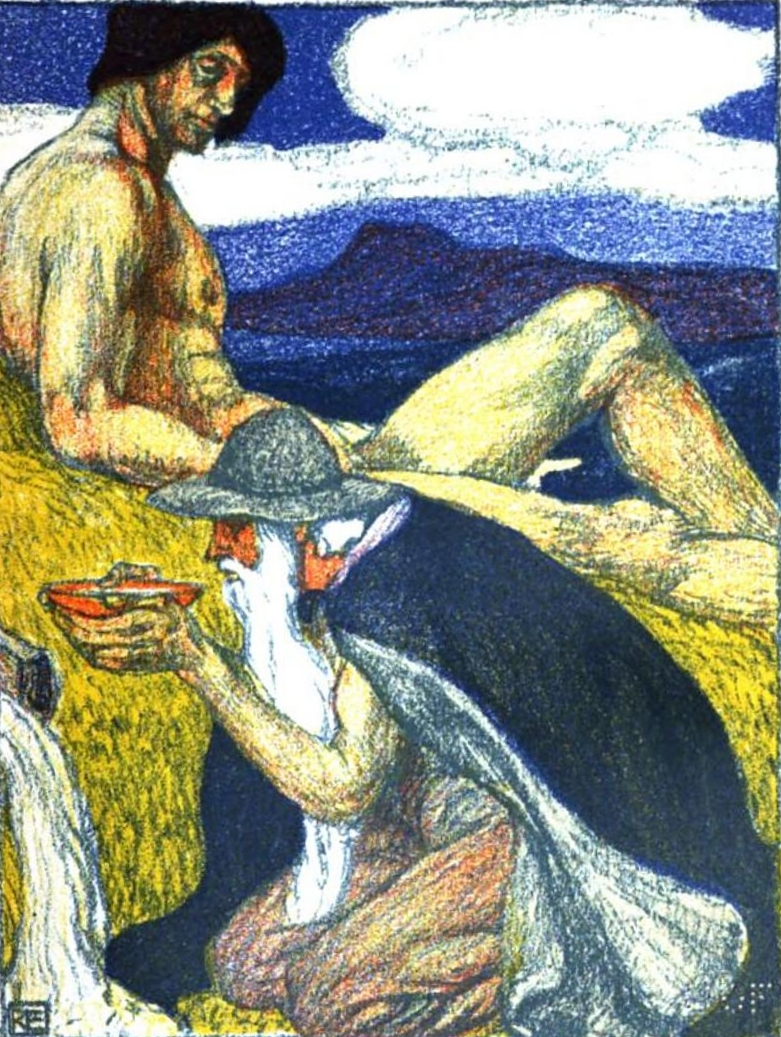
Odin bebendo da fonte de Mimir.

Mímir é mencionado nos poemas da Edda Poética, Völuspá e Sigrdrífumál. Em Völuspá , Mímir é mencionado em duas estrofes. A estrofe 28 faz referência ao sacrifício de Odin teve que realizar (perder um de seus olhos) para beber no poço de Mímir, e afirma que Mímir bebe hidromel todas as manhãs "da aposta do Pai da Mortos (Odin)". A estrofe 46 descreve que, em referência ao Ragnarök, os "filhos" de Mím estão em jogo enquanto o "destino queima" (embora nenhuma informação adicional sobre esses "filhos" tenha sobrevivido), que o deus Heimdall sopra o Gjallarhorn, e que a cabeça cortada de Mímir dá conselho a Odin. A única menção na estofe 14 do Sigrdrífumál também é uma referência à fala de Mímir com a cabeça descolada do corpo. As estrofes 20 e 24 do poema Fjölsvinnsmál referem-se a Yggdrasil como Mímameiðr.

### Edda em Prosa
No capítulo 15 do livro Edda em Prosa, em Gylfaginning, como dono do poço, o próprio Mímir bebe e ganha grande conhecimento. Para beber do poço, ele usa o Gjallarhorn, um chifre de beber que compartilha seu nome com o berrante usado por Heimdallr com a intenção de anunciar o início de Ragnarök. A seção relaciona ainda que o poço está localizado abaixo de uma das três raízes de Yggdrasil, no reino dos Jötnar.
O capítulo 51 relata que, com o início do Ragnarök, "Heimdall levanta-se e sopra o Gjallarhorn com todas as suas forças. Ele desperta todos os deuses, e em seguida faz uma assembleia. Odin agora anda para o poço de Mimir, buscando conselho para ele e seus seguidores. As cinzas da Yggdrasil estremecem, e nada, seja no céu ou na terra, é sem medo".
Ainda no Edda em Prosa, em Skáldskaparmál, o nome de Mimir aparece em vários kennings. Esses kennings incluem "amigo de Mím" (para "Odin") em três lugares, "mischief-Mímir" (um kenning para "jötunn") e entre uma lista de nomes para jötunn.